# Gekijō-rei
Gekijō-rei (劇場霊, (Ghost Theater (título em Portugal) ) é um filme japonês do género terror, realizado por Hideo Nakata e escrito por Jun'ya Katō e Ryūta Miyake, com base no filme de 1996 Joyū-rei (女優霊) realizado por Hideo Nakata. Foi protagonizado por Haruka Shimazaki, integrante do grupo AKB48. O filme foi lançado nos cinemas japoneses a 21 de novembro de 2015, e em Portugal foi exibido a 12 de setembro de 2015 no MotelX: Festival Internacional de Cinema de Terror de Lisboa.

## Elenco
- Haruka Shimazaki como Sara
- Rika Adachi como Kaori
- Riho Takada como Aoi
- Keita Machida como Izumi
- Ikuji Nakamura
- Mantarō Koichi
- Yūrei Yanagi

## Lançamento
O filme foi exibido na vigésima edição do Festival Internacional de Cinema de Busan, como parte da secção Paixão da Meia-Noite.

## Receção
O filme arrecadou cinquenta e sete milhões de ienes, durante o seu fim de semana de abertura no Japão. Maggie Lee da revista Variety escreveu acerca do filme: "Hideo Nakata encontra-se num ponto muito baixo com este filme de suspense trémulo e vazio."